# Niemsty
Niemsty – osada w Polsce położona w województwie warmińsko-mazurskim, w powiecie oleckim, w gminie Świętajno.
W latach 1975–1998 miejscowość administracyjnie należała do województwa suwalskiego.

## Zabytki
- dwór z pocz. XX w. z wielobocznym ryzalitem w narożniku;
- pozostałości folwarku[3].